# Lüsen
Lüsen (italià Luson) és un municipi italià, dins de la província autònoma de Tirol del Sud. És un dels municipis del districte i vall d'Eisacktal. L'any 2007 tenia 1.457 habitants. Comprèn les fraccions de Berg (Monte), Petschied (Pezzè) i Rungg (Ronco), Flitt (Valletta). Limita amb els municipis de Brixen (Bressanone), Mareo (Marebbe), Natz-Schabs (Naz-Sciaves), Rodeneck (Rodengo), St. Lorenzen (San Lorenzo), i San Martin de Tor.

## Situació lingüística
| Pertinença lingüística (cens 2001) | 98,95% alemany |
| Pertinença lingüística (cens 2001) | 0,83% italià   |
| Pertinença lingüística (cens 2001) | 0,23% ladí     |

## Administració
| Període | Identitat               | Partit |
| ------- | ----------------------- | ------ |
| 2004-   | Josef Maria Fischnaller | SVP    |

## Personatges il·lustres

Territori comunal

- Milo Manara, dibuixant